# Wydawnictwo Naukowe Dolnośląskiej Szkoły Wyższej
Wydawnictwo Naukowe Dolnośląskiej Szkoły Wyższej – wydawca publikujący prace naukowe pracowników oraz skrypty i pomoce naukowe dla studentów, będące jednostką organizacyjną Dolnośląskiej Szkoły Wyższej z Wrocławia. W serii Biblioteka Współczesnej Myśli Społecznej wydaje publikacje współczesnych teoretyków społeczeństwa. Ponadto wydaje trzy czasopisma: kwartalnik myśli społeczno-pedagogicznej Teraźniejszość – Człowiek – Edukacja; Rocznik Bezpieczeństwa Międzynarodowego, który jest jedną z pierwszych, na polskim gruncie, inicjatyw ukierunkowaną na odmitologizowanie tytułowych zagadnień; oraz od 2006 roku półrocznik Forum Oświatowe.